# Мінерва-Парк (Огайо)
Мінерва-Парк (англ. Minerva Park) — селище (англ. village) в США, в окрузі Франклін штату Огайо. Населення — 2009 осіб (2020).

## Географія
Мінерва-Парк розташована за координатами 40°4′45″ пн. ш. 82°56′42″ зх. д. / 40.07917° пн. ш. 82.94500° зх. д. (40.079206, -82.945069).  За даними Бюро перепису населення США в 2010 році селище мало площу 1,34 км², з яких 1,31 км² — суходіл та 0,03 км² — водойми.

## Демографія
Згідно з переписом 2010 року, у селищі мешкали 1272 особи в 539 домогосподарствах у складі 352 родин. Густота населення становила 949 осіб/км².  Було 565 помешкань (422/км²).
Расовий склад населення:
| - 88,5 % — білих - 6,1 % — чорних або афроамериканців - 1,7 % — азіатів - 0,3 % — корінних американців - 0,1 % — вихідців з тихоокеанських островів |

До двох чи більше рас належало 3,0 %. Частка іспаномовних становила 3,2 % від усіх жителів.
За віковим діапазоном населення розподілялося таким чином: 19,9 % — особи молодші 18 років, 61,1 % — особи у віці 18—64 років, 19,0 % — особи у віці 65 років та старші. Медіана віку мешканця становила 45,2 року. На 100 осіб жіночої статі у селищі припадало 92,1 чоловіків;  на 100 жінок у віці від 18 років та старших — 89,1 чоловіків також старших 18 років.
Середній дохід на одне домашнє господарство  становив 86 727 доларів США (медіана — 81 711), а середній дохід на одну сім'ю — 98 825 доларів (медіана — 88 977). За межею бідності перебувало 6,7 % осіб, у тому числі 5,9 % дітей у віці до 18 років та 10,8 % осіб у віці 65 років та старших.
Цивільне працевлаштоване населення становило 732 особи. Основні галузі зайнятості: освіта, охорона здоров'я та соціальна допомога — 25,1 %, роздрібна торгівля — 14,8 %, науковці, спеціалісти, менеджери — 14,3 %.